# روبرتو ري
روبرتو ري (بالإسبانية: Roberto Rey)‏ هو ممثل تشيلي، ولد في 15 فبراير 1905 في تشيلي، وتوفي في 30 مايو 1972 بمدريد في إسبانيا.

## وصلات خارجية
- روبرتو ري على موقع IMDb (الإنجليزية)
- روبرتو ري على موقع ألو سيني (الفرنسية)
- روبرتو ري على موقع أول موفي (الإنجليزية)
- روبرتو ري على موقع قاعدة بيانات الفيلم (الإنجليزية)
- روبرتو ري على موقع كينوبويسك (الروسية)